# Václav Svatoň
Václav Svatoň (28. října 1915 Sobědruhy – 8. října 1982) byl český fotbalový záložník a reprezentant Československa.

## Fotbalová kariéra
V československé lize hrál za Teplitzer FK a SK Kladno, dal 3 ligové góly. Za československou reprezentaci odehrál 19. září 1937 zápas s Maďarském, který skončil prohrou 3-8. Mezi střelce branek se nezapsal. Na sklonku kariéry působil v Semilech.

### Prvoligová bilance
| Ročník              | Zápasy | Góly | Klub         |
| ------------------- | ------ | ---- | ------------ |
| Státní liga 1935/36 | –      | 3    | Teplitzer FK |
| Státní liga 1936/37 | –      | 0    | SK Kladno    |
| Státní liga 1937/38 | –      | 0    | SK Kladno    |
| Státní liga 1938/39 | 5      | 0    | SK Kladno    |
| Státní liga 1946/47 | –      | 0    | SK Kladno    |
| CELKEM I. ČS. LIGA  | –      | 3    |              |